# Henry Acres
Henry Acres, född 20 mars 1975 i Qualicum Beach, British Columbia, är en kanadensisk-svensk ishockeytränare och före detta professionell ishockeyspelare. Just nu är han assisterande tränare för Bodens HF.
Henry har spelat 178 matcher för Asplöven HC, där han totalt har gjort 109 poäng (30+74).